# NGC 231
NGC 231 è un ammasso aperto situato nella costellazione del Tucano.

## Descrizione
NGC  231 è situato all'incirca alla stessa distanza dalla Terra della Piccola Nube di Magellano, vale a dire 199.000 anni luce.

## Scoperta
L'ammasso NGC 231 è stato scoperto il 1 agosto 1826 dall'astronomo scozzese James Dunlop.